# Scolypopa delecta
Scolypopa delecta är en insektsart som först beskrevs av Melichar 1898.  Scolypopa delecta ingår i släktet Scolypopa och familjen Ricaniidae. Inga underarter finns listade i Catalogue of Life.